# Nototriche hillii
Nototriche hillii är en malvaväxtart som beskrevs av Antonio Krapovickas. Nototriche hillii ingår i släktet Nototriche och familjen malvaväxter. Inga underarter finns listade i Catalogue of Life.